# Åmpund
Åmpund je stará jednotka objemu používaná ve Švédsku.
Převodní vztahy:
1 åmpund = 7,8 l = 1/20 åm